# Andy Straden
Andy Straden, właśc. Andrew John Straden (ur. 4 listopada 1897 w Bothwell, zm. w czerwcu 1967 w Filadelfii) – amerykański piłkarz szkockiego pochodzenia występujący na pozycji napastnika, reprezentant Stanów Zjednoczonych, olimpijczyk.

## Kariera klubowa
Grę w piłkę nożną rozpoczął w zespole Fore River SCS (Southern New England Soccer League) z Quincy w stanie Massachusetts. Następnie grał w Fleisher Yarn FC z Filadelfii (American Soccer League). Po zmianie statusu klubu na amatorski w 1925 roku przeniósł się do Shawsheen Indians. Przed zakończeniem sezonu 1925/26 Indians z powodu śmierci właściciela zespołu i braku środków pieniężnych wycofali się z rozgrywek. Wkrótce po tym Straden rozpoczął występy w New York Giants FC, w barwach którego zaliczył 18 spotkań i strzelił 6 goli. W trakcie sezonu 1926/27 zakończył karierę.

## Kariera reprezentacyjna
W 1924 roku Straden został przez selekcjonera George’a Burforda powołany na igrzyska olimpijskie w Paryżu. 25 maja zadebiutował w reprezentacji Stanów Zjednoczonych w wygranym 1:0 meczu 1. rundy z Estonią, w którym zdobył gola z rzutu karnego. W kolejnej rundzie Stany Zjednoczone uległy Urugwajowi 0:3. Po odpadnięciu z turnieju Amerykanie pozostali w Europie i rozegrali towarzyskie spotkania z Polską (3:2) i Irlandią (1:3). Straden wystąpił w obu meczach i zdobył 2 bramki w spotkaniu przeciwko Polsce. Ogółem zaliczył on w reprezentacji 4 występy w których strzelił 3 gole.

## Życie prywatne
Urodził się w 1897 roku w Szkocji. W II dekadzie XX wieku wyemigrował do Stanów Zjednoczonych, gdy otrzymał od Fore River Shipbuilding Company z Massachusetts propozycję pracy i gry w sponsorowanym przez firmę klubie Fore River SCS. Przed Igrzyskami Olimpijskimi 1924 otrzymał amerykańskie obywatelstwo.